# Álvaro Rodrigues dos Santos
Álvaro Rodrigues dos Santos (Batatais, 6 de setembro de 1942) é um geólogo brasileiro.
Formado em geologia pela Faculdade de Filosofia, Ciências e Letras da Universidade de São Paulo (USP), foi Pesquisador Senior V do Instituto de Pesquisas Tecnológicas (IPT) por 25 anos. Aposentado em 1994, tornou-se diretor-presidente da ARS Geologia, com sede na capital paulista. É o criador da técnica Cal-Jet de proteção de solos contra a erosão.
É autor de vários livros sobre geologia e engenharia.

## Obra
LIVROS
- Geologia de Engenharia: Conceitos, Método e Prática[1] - Livro. 2ª Edição Editora O Nome da Rosa – São Paulo, 2009
- A Grande Barreira da Serra do Mar: da Trilha dos Tupiniquins à Rodovia dos Imigrantes – Livro[2]. Editora O Nome da Rosa – São Paulo 2004
- Cubatão. Editora Beca. Cia Copebrás, São Paulo, 2005
- Diálogos Geológicos[3]. Editora O Nome da Rosa, São Paulo, 2008
- Enchentes e Deslizamentos: Causas e Soluções. Editora PINI, 2012
- Manual Básico para Elaboração e Uso da Carta Geotécnica. Editora Rudder, 2014
- Cidades e Geologia. Editora Rudder, 2017
- Geologia de Engenharia: Conceitos Método e Prática. 3ª Edição (ampliada) Editora O Nome da Rosa - São Paulo, 2017
- Registros e Conjecturas. Editora Rudder, 2017

MANUAIS 
- Manual técnico para recuperação e conservação de estradas vicinais de terra. Publicação da Secretaria da Ciência e Tecnologia do Estado de São Paulo, 1985.
- Técnica Cal-Jet de proteção de solos contra a erosão - Manual de Execução - Publicação autônoma

PRÊMIOS
- Prêmio Ernesto Pichler da Geologia de Engenharia brasileira. Conferido pela ABGE– Associação Brasileira de Geologia de Engenharia e Ambiental em seu 13º Congresso Brasileiro de Geologia de Engenharia. São Paulo, 2011